# Tamyra Gray
Tamyra Gray, née le 26 juillet 1979 à Takoma Park, Maryland, aux États-Unis, est une actrice et chanteuse américaine, issue de la première saison du télécrochet American Idol en 2002.

## Prestations lors d'American Idol

### Demi finales
- June 18, 2002 "And I'm Telling You I'm Not Going" by Jennifer Holliday

### Finale
- July 16, 2002 "Touch Me in the Morning" by Diana Ross
  - Theme: Motown
- July 23, 2002 "A Fool in Love" by Ike & Tina Turner
  - Theme: '60s Music
- July 30, 2002 "If I Were Your Woman" by Gladys Knight & the Pips
  - Theme: '70s Music
- August 6, 2002 "Minnie the Moocher" by Cab Calloway
  - Theme: Big Band
- August 13, 2002 "A House Is Not a Home" by Luther Vandross
  - Theme: Burt Bacharach Songs
- August 20, 2002 "New Attitude" by Patti LaBelle and "Feel the Fire" by Stephanie Mills

## Filmographie
- 2008 - Rachel Getting Married .... Singing Friend
- 2006 - Las Vegas .... Patty
- 2005 - The Gospel .... Rain Walker
- 2005 - All of Us .... Herself
- 2004 - What I Like About You .... Danielle
- 2004 - Tru Calling .... Carly Anders
- 2003 - Half and Half .... Zora Kane
- 2003 - Boston Public .... Aisha Clemens

## Discographie

### Albums
| Année | Détails                               | Classement | Classement | Certifications (sales threshold) |
| Année | Détails                               | US         | US R&B     | Certifications (sales threshold) |
| ----- | ------------------------------------- | ---------- | ---------- | -------------------------------- |
| 2004  | The Dreamer - Label: 19 Entertainment | 23         | 16         | - US sales: 123,000              |

### Singles
- "Raindrops Will Fall (H. Hector & J. Vasquez Mixes" Number 5 Hot Dance Music/Club Play
- "Raindrops Will Fall (Remixes)" Number 9 Hot Dance Music/Club Play

Other songs
- "You Thought Wrong" (with Kelly Clarkson)
- "Slippin'" (with DMX) background vocals